# Ischnopopillia flavipes
Ischnopopillia flavipes är en skalbaggsart som beskrevs av Gilbert John Arrow 1917. Ischnopopillia flavipes ingår i släktet Ischnopopillia och familjen Rutelidae. Inga underarter finns listade i Catalogue of Life.